# Madhhab

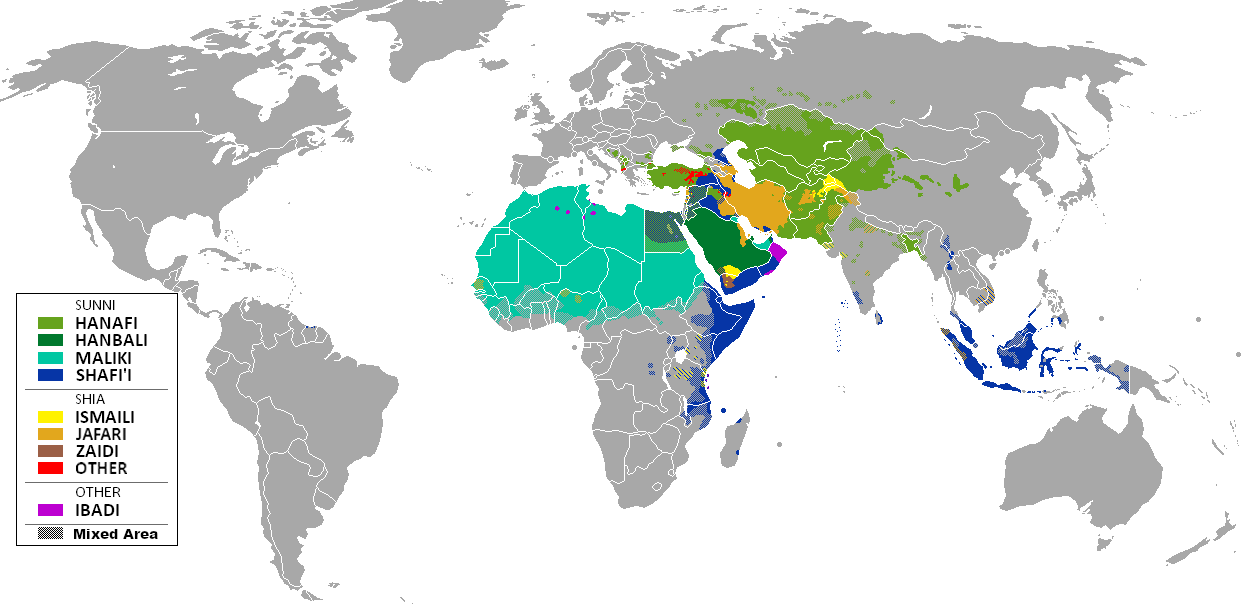
madh'habs (escolas ou correntes de direito islâmico

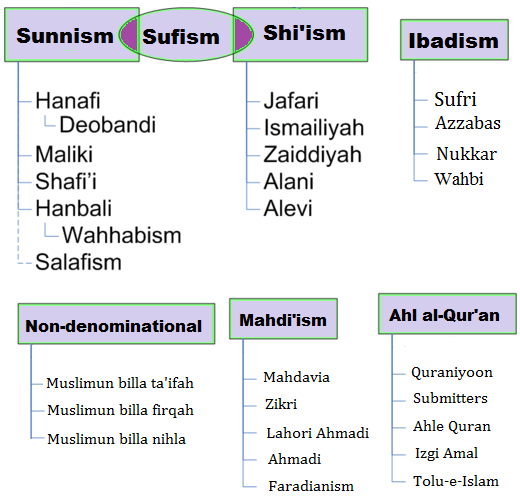
madhhab

Madhhab (em árabe مذهب ; transl.:  maḏhab; plural:  مذاهب , transl. maḏhāhib: 'concepção'; 'escola jurídica muçulmana') são, no Islão, as diferentes escolas ou correntes de interpretação da jurisprudência islâmica, ou fiqh.
Nos primeiros 150 anos de vida do Islão, havia muitas madhāhib; de fato, vários dos sahaba, ou companheiros de Maomé tiveram suas próprias vias de interpretação. Atualmente sobrevivem 6 dessas escolas principais, sendo quatro sunitas e duas xiitas (Zaydiyah [escola iemenita] e Ja'fariyah [escola dos doze Imames]).
As quatro principais escolas sunitas são:
- Hanafismo, fundada pelo imame Abu Hanifa, que viveu no Iraque pouco depois da morte de Maomé. A escola hanafi reúne as escolas iraquianas anteriores, surgidas nos primeiros tempos do Islão. Imam Abu Hanifa era um firme crente de que um código de leis não pode ficar estático por muito tempo, correndo o risco de não mais atender às necessidades do povo. Assim, ele defendia a interpretação das fontes da lei islâmica (usul al-fiqh) em resposta às necessidades das pessoas na época. Esta forma dinâmica de legalismo não substituem o Alcorão e a Suna (ditos e feitos do Profeta), é claro. Em vez disso, ele promoveu o uso do Alcorão e Suna para derivar as leis que abordavam as questões que as pessoas tratavam naquele momento.[2]
- Maliquismo, fundada pelo imame Maleque ibne Anas, contemporâneo do anterior, só que mais jovem e oriundo de Medina. Esta escola concentra escolas também da primeira onda, como as de Damasco, Cufa, Baçorá e Medina. É a escola dominante no Magrebe, entre outros lugares, e foi também a dominante em Alandalus. O aspecto mais original da metodologia de Imam Maleque em fiqh era sua abordagem em relação às práticas do povo de Medina como fonte de direito. No estudo de fiqh, existem numerosas fontes que são utilizados para derivar as leis. A primeira e segunda fonte mais importantes são sempre o Alcorão e a Suna. Após os dois, no entanto, os grandes estudiosos da fiqh divergiam sobre o próximo mais importante como fonte de direito. Imam Maleque acreditava que as práticas do povo de Medina deviam ser vistas como uma fonte importante.[3]
- xafeísmo, fundada pelo imame Axafii, discípulo de Maleque e Abu Hanifa. As contribuições de imame Axafii no campo do usul al-fiqh foram monumentais. Suas ideias impediram o desgaste do estudo do fiqh em centenas de diferentes escolas, concorrentes, fornecendo uma filosofia geral que deve ser respeitada. Mas é também flexível o suficiente para que possa haver diferentes interpretações, e, portanto, madhabs. Embora ele provavelmente não tenha tido essa intenção, seus seguidores codificaram seus pareceres jurídicos (que foram estabelecidos em outro livro, Kitab al-Umm), após sua morte, em 820, dentro madhab xafeíta. Hoje, a madhab xafeíta é a segunda maior madhab após a madhab hanafita, e é muito popular no Egito, Palestina, Síria, Iêmen, África Oriental e Sudeste da Ásia.[4]
- Hambalismo, fundada pelo imame Amade ibne Hambal, que estudou com xafeíta, o que determinou grandes semelhanças entre ambas maddabas. Depois de se tornar proficiente na madhab hanafita, Amade ibne Hambal começou a estudar hádices sob alguns dos maiores estudiosos de Hadith de Bagdá, incluindo Haitham ibn Bishr.[5]

As duas escolas xiitas são:
- Zaidita, fundada pelo imame Zaide ibne Ali. Os praticantes do rito zaidi encontram-se no Iêmen.
- Jafarita, fundada pelo imame Jafar Alçadique. Este é o rito majoritário do Irã e do Iraque.

Os muçulmanos sunitas geralmente são identificados em matéria jurídica e de regulamentação como seguidores de uma destas quatro escolas. Normalmente, cada território tem uma escola dominante, e há lugares onde várias deles coexistem. Às vezes, eles têm sido descritas como "seitas", o que não é verdade, uma vez que em conjunto sunitas pensam que qualquer uma das quatro maddhabs pode orientar corretamente os muçulmanos, as diferenças entre eles, sendo o produto de argumentos diferentes, mas igualmente válidos a partir da ponto de vista da prática religiosa. Há, por exemplo, pequenas diferenças em como orar, mas o fa(c)to é que seguidores de uma maddhab podem orar sem problemas e sem confusão em locais onde se segue o rito de outra madhab.